# Ingegneria di processo
L'ingegneria di processo è la comprensione e l'applicazione dei principi e delle leggi fondamentali della natura che consentono all'uomo di trasformare la materia prima e l'energia in prodotti utili alla società, a livello industriale. Sfruttando le forze motrici della natura come i gradienti di pressione, temperatura e concentrazione, nonché la legge di conservazione della massa, gli ingegneri di processo possono sviluppare metodi per sintetizzare e purificare grandi quantità di prodotti chimici desiderati. L'ingegneria di processo si concentra sulla progettazione, il funzionamento, il controllo, l'ottimizzazione e l'intensificazione dei processi chimici, fisici e biologici. L'ingegneria di processo comprende una vasta gamma di settori, come quello agricolo, automobilistico, biotecnico, chimico, alimentare, dello sviluppo di materiali, minerario, nucleare, petrolchimico, farmaceutico e software . L'applicazione di metodi sistematici basati su computer all'ingegneria di processo è "ingegneria dei sistemi di processo".

## Panoramica
L'ingegneria dei processi implica l'utilizzo di più strumenti e metodi. A seconda dell'esatta natura del sistema, i processi devono essere simulati e modellati utilizzando la matematica e l'informatica. I processi in cui il cambiamento di fase e gli equilibri di fase sono rilevanti richiedono l'analisi utilizzando i principi e le leggi della termodinamica per quantificare i cambiamenti nell'energia e nell'efficienza. Al contrario, i processi che si concentrano sul flusso di materia ed energia mentre si avvicinano agli equilibri sono meglio analizzati utilizzando le discipline della meccanica dei fluidi e dei fenomeni di trasporto. Le discipline nel campo della meccanica devono essere applicate in presenza di fluidi o mezzi porosi e dispersi. Anche i principi di ingegneria dei materiali devono essere applicati, quando pertinente.
La produzione nel campo dell'ingegneria di processo comporta l'implementazione di fasi di sintesi del processo. Indipendentemente dagli esatti strumenti richiesti, l'ingegneria di processo viene quindi formattata attraverso l'uso di un diagramma di flusso del processo (PFD) in cui percorsi di flusso del materiale, apparecchiature di stoccaggio (come serbatoi e silos), trasformazioni (come colonne di distillazione, serbatoi ricevitore/testa, miscelazione, separazioni, pompaggio, ecc.) e le portate, nonché un elenco di tutti i tubi e trasportatori e il loro contenuto, le proprietà dei materiali come densità, viscosità, distribuzione granulometrica, portate, pressioni, temperature e materiali di costruzione per le operazioni di tubazioni e unità.
Il diagramma di flusso del processo viene quindi utilizzato per sviluppare un diagramma di tubazioni e strumentazione (P&ID) che visualizza graficamente il processo effettivo in corso. I P&ID sono pensati per essere più complessi e specifici di un PFD. Rappresentano un approccio meno confuso al design. Il P&ID viene quindi utilizzato come base di progettazione per lo sviluppo della "guida operativa del sistema" o "specifica di progettazione funzionale" che delinea il funzionamento del processo. Guida il processo attraverso il funzionamento dei macchinari, la sicurezza nella progettazione, la programmazione e una comunicazione efficace tra gli ingegneri.
Dal P&ID, un layout proposto (disposizione generale) del processo può essere mostrato da una vista dall'alto (piano del lotto) e da una vista laterale (prospetto), e sono coinvolte altre discipline ingegneristiche come gli ingegneri civili per i lavori in cantiere (movimento terra), progettazione di fondazioni, lavori di progettazione di lastre di cemento, acciaio strutturale per supportare l'attrezzatura, ecc. Tutto il lavoro precedente è diretto alla definizione dell'ambito del progetto, quindi allo sviluppo di una stima dei costi per l'installazione del progetto e di un programma per comunicare i tempi necessari per l'ingegneria, l'approvvigionamento, la fabbricazione, l'installazione, la messa in servizio, l'avvio e la produzione in corso del processi.
A seconda dell'accuratezza necessaria della stima dei costi e della pianificazione richiesta, vengono generalmente fornite diverse iterazioni di progetti ai clienti o alle parti interessate che restituiscono i loro requisiti. L'ingegnere di processo incorpora queste istruzioni aggiuntive (revisioni dell'ambito) nel progetto generale e nelle stime dei costi aggiuntivi e vengono sviluppati programmi per l'approvazione del finanziamento. Dopo l'approvazione del finanziamento, il progetto viene eseguito tramite la gestione del progetto.

## Principali aree di intervento nell'ingegneria di processo
Le attività di ingegneria di processo possono essere suddivise nelle seguenti discipline:
- Progettazione di processo: sintesi di reti di recupero energetico, sintesi di sistemi di distillazione (azeotropica), sintesi di reti di reattori, flowsheet di decomposizione gerarchica, ottimizzazione di sovrastrutture, progettazione di impianti batch multiprodotto, progettazione di reattori di produzione per la produzione di plutonio, progettazione di sottomarini nucleari.
- Controllo del processo: controllo predittivo del modello, misure di controllabilità, controllo robusto, controllo non lineare, controllo statistico del processo, monitoraggio del processo, controllo basato sulla termodinamica, indicato da tre elementi essenziali, una raccolta di misurazioni, un metodo di misurazione e un sistema di controllo del misura desiderata.[8]
- Operazioni di processo: schedulazione delle reti di processo, pianificazione e ottimizzazione multiperiodale, riconciliazione dei dati, ottimizzazione in tempo reale, misure di flessibilità, diagnosi dei guasti.
- Strumenti di supporto: simulazione modulare sequenziale, simulazione di processo basata su equazioni, AI/sistemi esperti, programmazione non lineare su larga scala (NLP), ottimizzazione di equazioni algebriche differenziali (DAE), programmazione non lineare mista intera (MINLP),[9] ottimizzazione globale, ottimizzazione in condizioni di incertezza,[10][11] e implementazione della funzione di qualità (QFD).[12]
- Economia di processo:[13] Ciò include l'utilizzo di software di simulazione come ASPEN, Super-Pro Archiviato il 12 giugno 2020 in Internet Archive. per scoprire il punto di pareggio, il valore attuale netto, le vendite marginali, il costo marginale, il ritorno sull'investimento dell'impianto industriale dopo l'analisi del calore e trasferimento di massa della pianta.[13]
- Analisi dei dati di processo: applicazione di metodi di analisi dei dati e apprendimento automatico per problemi di produzione di processo.[14][15]

## Storia dell'ingegneria di processo
Varie tecniche chimiche sono state utilizzate nei processi industriali da tempo immemorabile. Tuttavia, è stato solo con l'avvento della termodinamica e della legge di conservazione della massa negli anni ottanta del Settecento che l'ingegneria di processo è stata adeguatamente sviluppata e implementata come disciplina a sé stante. L'insieme di conoscenze che ora è noto come ingegneria di processo è stato poi forgiato per tentativi ed errori durante la rivoluzione industriale.
Il termine processo, in quanto si riferisce all'industria e alla produzione, risale al XVIII secolo. Durante questo periodo di tempo, le richieste di vari prodotti hanno iniziato ad aumentare drasticamente e gli ingegneri di processo sono stati tenuti a ottimizzare il processo in cui questi prodotti sono stati creati.
Nel 1980, il concetto di ingegneria di processo è emerso dal fatto che le tecniche e le pratiche di ingegneria chimica venivano utilizzate in una varietà di settori. A questo punto, l'ingegneria di processo era stata definita come "l'insieme delle conoscenze necessarie per progettare, analizzare, sviluppare, costruire e far funzionare, in modo ottimale, i processi in cui il materiale cambia". Entro la fine del 20º secolo, l'ingegneria di processo si era espansa dalle tecnologie basate sull'ingegneria chimica ad altre applicazioni, tra cui l'ingegneria metallurgica, l'ingegneria agricola e l'ingegneria dei prodotti.